# Амінадав

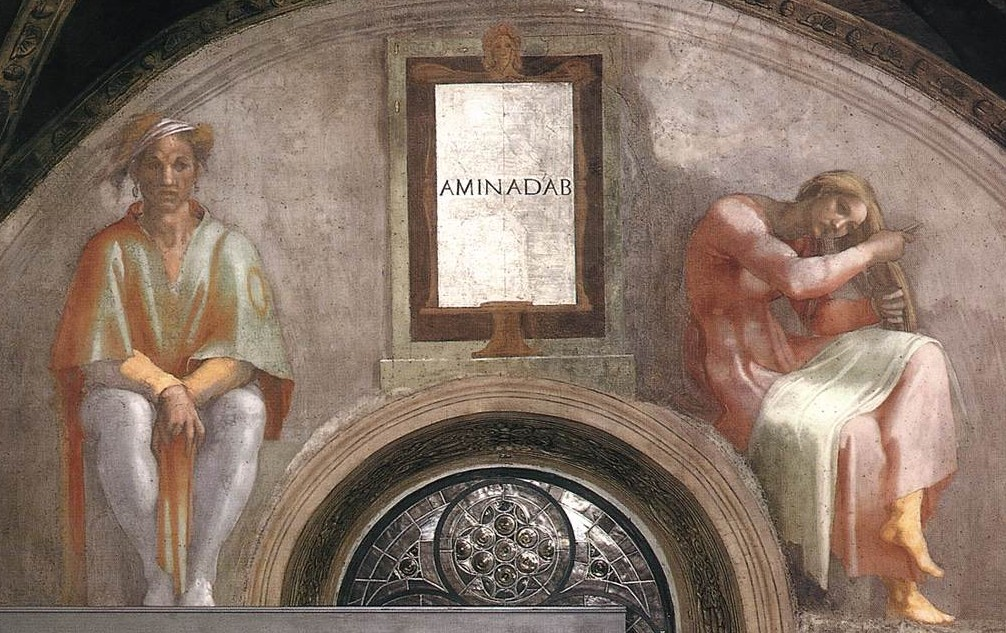
Люнет у Сикстинські капелі з зображенням Амінадава.

Амінадав, Аммінадав (івр. עמינדב «мій народ щедрий») — предок Давида, син  Рама (Рут. 4:19-20).
Народився під час перебування ізраїльського народу в Стародавньому Єгипті. Його син Нахшон був начальником у племені Юди (Чис 1:7). Його дочка Елішева була дружиною первосвященика Аарона (Вих 6:23).
Амінадав через Нахшона та Боаза був предок царя Давида (Рут. 4:20-21). Названий також у родоводі Ісуса Христа в Новому Заповіті (Мт. 1:4).